# Protivanov
Protivanov – miasteczko w Czechach, w powiecie Prościejów, w kraju ołomunieckim. Według danych z dnia 1 stycznia 2012 liczyło 1031 mieszkańców.
Status miasteczka odzyskano w 2006 roku.
Składa się z dwóch części:
- Protivanov
- Těšice